# Ротозій Дмитро Віталійович
Дмитро́ Віта́лійович Ротозі́й (нар. 29 вересня 1993 — пом. 1 вересня 2014) — молодший сержант Збройних сил України, учасник російсько-української війни.

## Життєпис
Народився 1993 року в місті Городня (Чернігівська область). 2010 року закінчив Городнянську гімназію, навчався в Чернігівському ВПТУ № 15.
Призваний за мобілізацією 17 березня 2014-го у званні молодшого сержанта, командир танку 3-го взводу 7-ї роти 1-ї окремої гвардійської танкової бригади. Брав участь у деблокуванні Луганського аеропорту.
Загинув біля Георгіївки — під час розвідки шляхів виведення танків з-під Луганська військові потрапили під обстріл (або підірвались на «розтяжці»). Тоді ж загинув прапорщик Володимир Женжеруха.
Перебував у списку зниклих безвісти, за експертизою ДНК ідентифікований серед загиблих. Похований 29 серпня 2015 року в Городні.
Без Дмитра лишилися мама і сестра.

## Нагороди та вшанування
За особисту мужність і героїзм, виявлені у захисті державного суверенітету та територіальної цілісності України, вірність військовій присязі під час російсько-української війни, відзначений — нагороджений
- 16 січня 2016 року — орденом «За мужність» III ступеня (посмертно)[1]
- нагрудним знаком «За оборону Луганського аеропорту» (посмертно)
- в жовтні 2015 року встановлений меморіальний знак на міській Алеї Героїв у пам'ять про Дмитра Ротозія
- Його портрет розміщений на меморіалі «Стіна пам'яті полеглих за Україну» у Києві: секція 4, ряд 6, місце 5
- Вшановується в меморіальному комплексі «Зала пам'яті», в щоденному ранковому церемоніалі 1 вересня[2]